# Петрики (Звенигородський район)
Пе́трики — село в Україні, у Звенигородському районі Черкаської області, у складі Вільшанської селищної громади. Населення — 637 чоловік.

## Географія
Село розташоване за 35 км на захід від міста Городище та за 6 км від залізничної станції Цвіткове.
На околиці села виявлено поселення доби бронзи.
У селі бере початок річка Безіменна.

## Історія
Перша згадка про село датується XVII століттям. Існує давня легенда про назву села. Після того, як монголо-татари припинили свої набіги, населення з північних земель стало переселятися на південь, щоб займатися землеробством, скотарством. На місці, де нині знаходиться село, були густі ліси, і, щоб займатися землеробством, потрібно було вирубати ліс, викорчувати пеньки, палити їх для удобрення землі. На початку села поселився Петро Великий (на зріст був високий, кремезний) зі своєю сім'єю.
У книзі «Сказання про населені місцевості Київської губернії» Л. Похилевича 1864 року згадується:

«Жителів у ньому 546. В минулому в Петриках була окрема приходська церква, скасована на початку поточного століття по старості та малолюдності прихожан».

В 1890 році в селі була збудована дерев'яна Свято-Покровська церква. На той час в селі мешкало понад тисячу осіб.
1905 року жителі села брали активну участь в боротьбі проти поміщиків.
У 1929 році, під час примусової колективізації, у селі було створено колгосп «Перше травня», що функціонував до початку радянсько-німецької війни.
На фронтах Радянсько-німецької війни захищали Батьківщину 537 жителів села, з них 186 загинуло. 3а мужність і героїзм, виявлені в боях з ворогом, 70 чоловік нагороджено бойовими орденами і медалями СРСР.
У Петриках є дві братські могили воїнів Радянської Армії, що полягли, відвойовуючи село у німецько-нацистських окупантів, та могила партизанів громадянської війни. На
честь загиблих односельців зведено обеліск Слави.
Станом на 1972 рік в селі мешкало 567 чоловік. Тут була розміщена центральна садиба колгоспу «Перше травня», за яким було закріплено 2 651,6 га землі, у тому числі 1 812,3 га орної. Колгосп вирощував зернові й технічні культури. Було розвинуте м'ясо-молочне тваринництво. Працювали восьмирічна школа, клуб на 260 місць, бібліотека а фондом 20 тисяч книг, 3 медпункти, а також побуткомбінат.
Село постраждало внаслідок геноциду українського народу, проведеного окупаційним урядом СССР 1923—1933 та 1946–1947 роках.

## Сучасність
На сьогодні на базі колишнього колгоспу створено три приватних сільськогосподарських підприємства, які обробляють землю та вирощують сільськогосподарську продукцію.